# Allium glaciale
Allium glaciale — вид трав'янистих рослин родини амарилісові (Amaryllidaceae), ендемік Таджикистану.

## Поширення
Ендемік Таджикистану.